# Liveuamap
Liveuamap — система онлайн-мап, яка дозволяє наживо стежити за перебігом військових конфліктів в усьому світі. Була створена українськими програмістами з Дніпра — Олександром Більченком та Родіоном Рожковським.
Станом на 2021 рік, проєкт також стежив за деякими протестами у світі, а також деякими неполітичними явищами: злочинністю, екологією.

## Історія
Ідея зробити карту з'явилася у двох розробників під час Євромайдану на початку 2014 року. Автори хотіли мати можливість відрізняти факти від вигадок, відмічаючи положення урядових сил і протестувальників на вулицях Києва, а також дати можливість іншим країнам знати більше про Україну та події, що в ній відбуваються. Проєкт був запущений 18―19 лютого 2014 року. Спочатку проєкт був побудований на основі інтерактивних карт Google Maps. Відвідуваність сайту значно зросла після початку російської агресії проти України: вторгнення до Криму, і війни на Донбасі. За словами розробників, до кінця серпня 2014 року проєкт мав до 150 тисяч користувачів на день. Після укладення перших Мінських угод у вересні 2014 року і зменшення інтенсивності бойових дій, аудиторія проєкту зменшилася, і розробники вирішили висвітлювати ситуацію в інших гарячих точках світу, зокрема в Сирії. Після відкритого вступу Росії до конфлікту у Сирії восени 2015 року, мапу почали використовувати ООН та інші гуманітарні організації.
З певного моменту розробники перейшли з карт Google Maps на створення своїх мап на основі Open Street map.
Станом на початок 2021 року Liveuamap мав низку мап війн, які тривали: в Україні, Сирії, Карабаху, Афганістані, Лівії, Ефіопії, підтримував мапу нападів «Ісламської держави» на Близькому Сході. Окрім війн, проєкт мав мапи протестів у Білорусі, в Гонконгу, Венесуелі та США, а також не політичні події ― мапу злочинів, мапу шкідливих для довкілля підприємств, тощо.

## Вплив
За словами розробників, послугами сайту користувалися МЗС Британії та Нідерландів, Міністерство президентських справ Арабських Еміратів, організації «Лікарі без кордонів», Greenpeace, Продовольча програма ООН, британська некомерційна організація HALO Trust, яка займається знешкодженням мін, гуманітарна організація Mayday Rescue Foundation, яка надає допомогу сирійських волонтерам-рятувальникам, Організація із заборони хімічної зброї.